# کارلتون (راثول)
کارلتون (به انگلیسی: Carlton) یک روستا در بریتانیا است که در سیتی لیدز واقع شده‌است.